# Claudia Maria Haas
Claudia Maria Haas (* 1965 in Salzburg) ist eine österreichische Schauspielerin.

## Leben
Haas absolvierte ihre Schauspielausbildung an der Schauspielschule am Schauspielhaus Salzburg. Sie spielte an verschiedenen Theatern. Mittlerweile lebt sie in München mit ihrem Ehemann Matthias Christian Rehrl. Ihr Sohn Julian Rehrl ist auch Schauspieler. Sie ist Dozentin an der Neuen Münchner Schauspielschule.

## Filmographie
- 1994: Zigeunerleben
- 1996: Alte Liebe – Neues Glück
- 1996: Azzurro
- 1998: Die 3 Posträuber
- 2003: Tatort: Tödliche Souvenirs
- 2004: Lindenstraße
- 2005: Agathe kann’s nicht lassen – Alles oder nichts
- 2006: Die Alpenklinik
- 2010: Die Alpenklinik – Liebe heilt Wunden
- 2013: Forsthaus Falkenau
- 2018: Ein Dorf steht Kopf
- 2018: SOKO München
- 2021: Watzmann ermittelt
- 2021: Die Rosenheim-Cops

## Hörspiele (Auswahl)
- 1999: Wolf Haas: Auferstehung der Toten (Kathi) – Bearbeitung und Regie: Götz Fritsch (Hörspielbearbeitung, Kriminalhörspiel – WDR/ORF)

Quelle: Ö1-Hörspieldatenbank